# مورولبارک، ویکتوریا
مورولبارک، ویکتوریا (انگلیسی: Mooroolbark, Victoria) در حومه شهر ملبورن استرالیا و در ۳۱ کیلومتری شرق مرکز این شهر قرار گرفته‌است.